# Università di Reykjavík
La Reykjavik University (Háskólinn í Reykjavík), anche conosciuta con l'acronimo di RU, è l'università privata più grande d'Islanda (con più di 3200 studenti, oltre 500 impiegati e con professori da oltre 26 paesi), con sede appunto a Reykjavík.
L'università è completamente bilingue (inglese e islandese) fin dal 2010.
Il programma "Executive MBA" offerto dall'università è stato premiato 5-year accreditation dalla international accreditation organisation Association of MBAs (AMBA) di Londra nell'ottobre 2011.

## Storia
La Reykjavik University ha le sue radici nel Commercial College of Iceland, Scuola di Scienze e Tecnologie (TVI), fondata nel gennaio 1988 e ospitata nella Commercial College of Iceland (VÍ) per dieci anni.
La Reykjavik University ha iniziato il suo primo semestre il 1º settembre 1998, in un nuovo edificio e sotto al nome i Reykjavík School of Business.
Nel gennaio 2000 il nome dell'università è stato cambiato in Reykjavík University. Nell'autunno del 2002, è stata istituita la facoltà di Giurisprudenza.
Nel 2005, l'università si è fusa con la Technical University of Iceland (THÍ), sotto il nome di Reykjavik University. A seguito della fusione, è stata istituita la facoltà di Scienze e Ingegneria.
La Reykjavik University sponsorizza la Icelandic Center for Research on Software Engineering (ICE-ROSE), la Icelandic Center Of Excellence in Theoretical Computer Science (ICE-TCS), la Icelandic Institute of Intelligent Machines (IIIM) e la Icelandic Society for Intelligence Research (ISIR).
Nell'autunno 2005, è stata istituita la facoltà di Medicina.
La Reykjavik University ha aperto il Center for Analysis and Design of Intelligent Agents (CADIA). Il CADIA è stato fondato da Kristinn R. Thórisson and Yngvi Björnsson, due professori dell'università, ed ha costituito il primo centro di ricerca di Intelligenza Artificiale in Islanda. Tra gli altri, nel corso degli anni, il CADIA ha collaborato con Honda sullo sviluppo software per il robot ASIMO e con la CCP Games per lo sviluppo di software intelligenti per EVE Online.
Inoltre, il CADIA ha sviluppato un General Game Playing (GGP) che ha vinto il World GGP Championship nel 2007 e nel 2008. Nel 2009, il CADIA ha anche ricevuto una prestigiosa sovvenzione Europea per il progetto HUMANOBS.
Infine, in collaborazione con l'IIIM, il CADIA ha promosso un AUV (Autonomous Underwater Vehicle) sviluppato da studenti della Reykjavik University. L'AUV porta il nome di Freyja e compete ogni anno alla RoboSub International Autonomous Underwater Vehicle Competition ospitata dal Association for Unmanned Vehicle Systems International (AUVSI) e dall'Office of Naval Research (ONR) e prende luogo a San Diego, California.
Dal 2008, con la collaborazione di alcune società di sicurezza informatica (ad esempio, Videntifier e Frisk Software) e del governo islandese, la Reykjavik University ha aperto il Laboratory for Dependable, Secure Systems (LDSS Lab). Il LDSS Lab è stato fondato da Úlfar Erlingsson e Ymir Vigfusson e conduce ricerca e formazione per migliorare lo stato dell'arte della sicurezza e l'affidabilità dei sistemi informatici. Nel 2011, il LDSS Lab è stato integrato nel SysLab (Systems and Security Laboratory), che è ora guidato da Ymir Vigfusson.

## Facoltà
- School of Business
- School of Law
- School of Computer Science
- School of Science and Engineering
- School of Health and Education